# … und noch nicht sechzehn
… und noch nicht sechzehn ist ein deutscher Exploitationfilm aus dem Jahre 1967.

## Handlung
Der Film beginnt mit einem schlüpfrig-gewagten Chanson, „Sexy und noch nicht 16“, das die Sängerin Helen Sheira in einem Nachtclub zum Besten gibt. Dabei benimmt sich ein Gast daneben. Für solche Fälle ist Johnny da, ein hemdsärmeliger Typ, der sich als Manager um die Chansonette kümmert und den Flegel höchstpersönlich vor die Tür befördert. Währenddessen irrt die noch 15-jährige Rosy, ein Heimkind, das aus der Fürsorge ausgebüxt ist, durch die nächtlichen Straßen der Großstadt, auf der Suche nach Schutz und einem Platz zum Schlafen. Sie trifft auf Helen und ihre Begleiter, als diese nach dem Bar-Aufenthalt den Abend anderweitig ausklingen lassen wollen. Rolf, der zur Entourage Helens zählt und meist an ihrer Seite zu finden ist, nimmt sich des Mädchens an. In seiner Studentenwohnung findet die Kleine erst einmal eine Unterkunft. Es dauert einige Zeit, bis sich die beiden näher kommen. Die jugendlichen Reize Rosys rufen aber bald auch weit weniger achtsame Männer auf den Plan. 
Johnny, der sich als künstlerischer Leiter Helens nicht wirklich ausgefüllt fühlt, hat nichts Gutes mit dem minderjährigen Mädchen im Sinn: er gibt sich ihr gegenüber als besonders verständnisvoll und hilfsbereit und nimmt sie sogar zum Sechs-Tage-Rennen mit. In Wahrheit aber plant er, sie betuchten Männern vorzustellen, die viel Geld für ihren Körper zu zahlen bereit sind. Rosy soll für ihn als Hure anschaffen gehen. Mit einem der Radrennfahrer hat Johnny auch bereits ihren ersten Freier ausgeguckt. Johnny plant, die Männer, denen er Rosy zuführt, anschließend damit zu erpressen, dass diese Unzucht mit einer Minderjährigen getrieben hätten. Rosy muss nun so manche Demütigung und sexuellen Missbrauch über sich ergehen lassen, wird schließlich sogar vergewaltigt. Der erpresste Radrennfahrer will sich nicht von Johnny ausnehmen lassen und schlägt kurzerhand zu. Der unscheinbare Rolf, der ebenfalls so manche Prügel einstecken muss, versucht sich als Rosys Retter in der Not. Bei einem Showdown zwischen Rolf, Johnny und dem erpressten Radsportler auf einem Güterbahnhof kommt es zu einem schrecklichen Unglück.

## Produktionsnotizen
Der Film … und noch nicht sechzehn war das Regiedebüt von Erwin C. Dietrichs Stammkameramann Peter Baumgartner und wurde am 1. März 1968 uraufgeführt. In der Schweiz startete der Film erst 1969.
Der Film sollte eigentlich sehr viel eindeutiger „Sex und noch nicht 16“ heißen, doch wurde dem Regisseur Baumgartner dieser Titel seitens der Kontrollbehörden verboten. Das hinderte den Regisseur nicht daran, gleich zu Beginn Helen Vita mit dem Chanson „Sexy und noch nicht 16“ auftreten zu lassen, damit der Zuschauer die Marschrichtung des Films gleich in der ersten Szene erkannte. Regisseur Baumgartner war der Neffe des Komponisten Walter Baumgartner, der wiederum zu diesem Zeitpunkt mit Vita verheiratet war.
Die die 16-jährige Rosy spielende Filmdebütantin Rosemarie Heinikel, die unter dem Pseudonym Rosy-Rosy später zur bundesrepublikanischen Undergroundkultur zählen sollte, war in Wahrheit bereits 21 Jahre alt. Dietrich hatte sie entdeckt, als er in Zürich an einem gemieteten Schnittpult arbeitete und die nicht ordnungsgemäß entfernte Filmrolle des vorgängigen Benutzers, des Freundes von Rosy-Rosy, durchlaufen ließ. Als er sie sah, beschloss er, sie in seinem nächsten Streifen einzusetzen und gab ihr die weibliche Hauptrolle.

## Kritik
Im Lexikon des Internationalen Films heißt es: „Formal primitive, schauspielerisch dilettantische Mischung aus Sex and Crime, garniert mit fade-ordinären Chansons von Helen Vita.“ Auch der Evangelische Film-Beobachter hält nichts von dem Streifen: „Erpressung und Zuhälterei mit einer 15jährigen in einem deutschen Film, der auf die unterste Niveau-Stufe abgestellt ist. Abzulehnen.“